# Săldăbagiu de Barcău, Bihor
Săldăbagiu de Barcău (maghiară Szoldobágy) este un sat în comuna Balc din județul Bihor, Crișana, România.

 Acest articol despre o localitate din județul Bihor este deocamdată un ciot. Puteți ajuta Wikipedia prin completarea lui.